# Christophe Noppe
Christophe Noppe (Ieper, 29 november 1994) is een Belgisch wielrenner.

## Carrière
In 2012 werd Noppe onder meer negentiende in de Ronde van Vlaanderen voor junioren en vijftiende in het eindklassement van de Keizer der Juniores. Vier jaar later sprintte hij naar de derde plek in de beloftenversie van de Rund um den Finanzplatz Eschborn-Frankfurt, achter Konrad Geßner en Benjamin Declercq.
In 2017 werd hij prof bij Sport Vlaanderen-Baloise. In zijn eerste profseizoen won hij De Kustpijl, voor Jelle Mannaerts en Jérôme Baugnies.

## Overwinningen
2017
De Kustpijl

## Resultaten in voornaamste wedstrijden
|      | \| Jaar \| Gent-Wevelgem \| Ronde van Vlaanderen \| Parijs-Roubaix \| Amstel Gold Race \| Parijs-Tours \| \| ---- \| ------------- \| -------------------- \| -------------- \| ---------------- \| ------------ \| \| 2017 \| \| \| \| \| 88e \| \| 2018 \| 63e \| \| \| \| \| \| 2019 \| \| \| \| \| \| \| 2020 \| \| \| \| \| \| \| 2021 \| opgave \| 103e \| 91e \| opgave \| \| \| 2022 \| \| opgave \| buit.tijd \| \| \| \| 2023 \| 31e \| 77e \| 95e \| \| \| \| 2024 \| \| \| opgave \| opgave \| \| |                      |                |                  |              |
| Jaar | Gent-Wevelgem | Ronde van Vlaanderen | Parijs-Roubaix | Amstel Gold Race | Parijs-Tours |
| 2017 | |                      |                |                  | 88e          |
| 2018 | 63e |                      |                |                  |              |
| 2019 | |                      |                |                  |              |
| 2020 | |                      |                |                  |              |
| 2021 | opgave | 103e                 | 91e            | opgave           |              |
| 2022 | | opgave               | buit.tijd      |                  |              |
| 2023 | 31e | 77e                  | 95e            |                  |              |
| 2024 | |                      | opgave         | opgave           |              |

## Ploegen
- 2017 –  Sport Vlaanderen-Baloise
- 2018 –  Sport Vlaanderen-Baloise
- 2019 –  Sport Vlaanderen-Baloise
- 2020 –  Arkéa-Samsic
- 2021 –  Arkéa-Samsic
- 2022 –  Arkéa-Samsic
- 2023 –  Cofidis
- 2024 –  Cofidis

Allegaert · Capiot · De Gendt · De Ketele · De Pauw · De Vylder · Declercq · Deltombe · Farazijn · Lietaer · Noppe · Planckaert · Pols · Rickaert · Salomein · Sprengers · Steels · Van Gestel · Van Hecke · Van Lerberghe · Van Rooy · Wallays
Allegaert · Capiot · De Gendt · De Ketele · De Pauw · De Vylder · Declercq · Deltombe · Farazijn · Ghys · Menten · Noppe · Ed. Planckaert · Em. Planckaert · Rickaert · Sprengers · Van Gestel · Van Gompel · Van Hecke · Van Rooy · Verwilst · Warlop
Allegaert · Capiot · De Ketele · De Pauw · De Vylder · Declercq · Deltombe · Ghys · Menten · Noppe · Em. Planckaert · Ed. Planckaert · Sprengers · Van Gestel · Van Gompel · Van Hecke · Van Poucke · Van Rooy · Verwilst · Warlop · Weemaes · Willems
Anacona · Barguil · Bonnamour · Boudat · Bouet · Bouhanni · Declercq · Delaplace · Gesbert · Grondin · Guernalec · Hardy · Jarrier · Le Roux · Ledanois · Louvel · McLay · Noppe · Owsian · Pichon · D. Quintana · N. Quintana · Riou · Rosa · Russo · Swift · Vachon · Welten · Lecamus-Lambert (stagiair) · Vauquelin (stagiair)
Anacona · Barguil · Barré (vanaf 1/8) · Bouet · Bouhanni · Capiot · Declercq · Delaplace · Edet · Flórez · Gesbert · Grondin · Guernalec · Guglielmi · Hardy · Hofstetter · Ledanois · Louvel · McLay · Noppe · Owsian · Pajur · Pichon · D. Quintana · N. Quintana · Ries · Riou · Russo · Swift · Vauquelin · Verre · Clynhens (stagiair) · Costiou (stagiair) · Thierry (stagiair)
Allegaert · Bidard · Carvalho · Champion · Cimolai · Consonni · Coquard · Delettre · Fernández · Finé · Geschke · Jesús Herrada · José Herrada · Izagirre · Kreder · Lafay · Lastra · Mariault · Martin · Noppe · Perez · Périchon · Renard · Rochas · Thomas · Toumire · Wallays · Walscheid · Wood · Zingle · Gudnitz (stagiair) · Knight (stagiair) · Larmet (stagiair)
Allegaert · Aniołkowski · Champion · Coquard · De Gendt · Debeaumarché · Elissonde · Fernández · Finé · Fretin · Geschke · Gougeard · Hermans · Herrada · G. Izagirre · J. Izagirre · Knight · Lastra · Mahoudo · Mariault · Martin · Noppe · Oldani · Perez · Renard · Robeet · Thomas · Toumire · Wood · Zingle · Coppens (stagiair) · Gruszczynski (stagiair) · Larmet (stagiair)